# Cypsiurus
Cypsiurus là một chi chim trong họ Apodidae.